# Essential (album van Soulwax)
Essential is het zesde studioalbum van de Belgische band Soulwax. Het werd op 22 juni 2018 uitgebracht via hun platenlabel DEEWEE. 
"Toen we in mei 2017 werden benaderd om een Essential Mix te maken voor de BBC, kozen we ervoor om te doen wat ieder verstandig mens zou doen, we besloten onszelf twee weken lang op te sluiten in onze studio en een uur nieuwe muziek te maken rond het woord 'Essential', in plaats van een mix van al bestaande muziek voor te bereiden. Het product van deze anders onverstandige beslissing is iets waar we uiteindelijk erg trots op zijn en wordt nu uitgebracht op het stuk plastic dat je nu in je handen houdt."
Soulwax is de eerste artiest ooit die een heel uur aan origineel materiaal heeft ingeleverd voor een BBC Radio 1 Essential Mix. "Het voelde als een uitdaging," legt de band uit, "en iets wat nog niemand had gedaan. We hielden van de uitdaging om een volledige plaat live uit te brengen tijdens een radioshow zonder dat mensen het van tevoren wisten, en we wilden het altijd al uitbrengen op DEEWEE nadat het was uitgezonden op Radio 1".
Essential werd in iets minder dan twee weken opgenomen in Soulwax' DEEWEE-studio in Gent en werd gemaakt met de apparatuur die ze niet gebruikten voor hun bejubelde LP From Deewee uit 2017, die live met de band in één take werd opgenomen.

## Tracklist
| 1.                   | Essential One                            | 5:10 |
| 2.                   | Essential Two                            | 5:03 |
| 3.                   | Essential Three                          | 5:04 |
| 4.                   | Essential Four (feat. Charlotte Adigéry) | 6:08 |
| 5.                   | Essential Five                           | 4:17 |
| 6.                   | Essential Six                            | 6:49 |
| 7.                   | Essential Seven                          | 4:36 |
| 8.                   | Essential Eight                          | 6:28 |
| 9.                   | Essential Nine                           | 4:30 |
| 10.                  | Essential Ten                            | 6:48 |
| 11.                  | Essential Eleven                         | 3:15 |
| 12.                  | Essential Twelve                         | 2:30 |
| Totale duur: 1:00:38 |                                          |      |